# Helston Railway
Helston Railway war eine britische Eisenbahngesellschaft in Cornwall in England.
Erste Vorschläge zum Anschluss von Helston an die Eisenbahn, gingen von einer Bahnverbindung nach Penryn aus. Die Projekte zerschlugen sich jedoch auf Grund von finanziellen Problemen und einem geringen Interesse der örtlichen Politik.
Erst mit dem Aufschwung des Tourismus nach Lizard begann man Ende der 1870er Jahre erneut den Bau einer Bahnstrecke ins Auge zu fassen. Örtliche Grundeigentümer, unter anderem William Bickford Smith, W. Molesworth-St.Aubyn and William Bolitho, gründeten deshalb 1879 die Helston Railway. Bei der Gründung wurde von einem Kapitalbedarf von 70.000 Pfund ausgegangen. Mit der Great Western Railway wurde ein Abkommen zum Betrieb der Strecke getroffen. Diese erhielt dafür 50 % der Einnahmen.
Die Gesellschaft erhielt am 9. Juli 1880 die Konzession zum Bau einer 14 Kilometer langen Bahnstrecke Gwinear Road–Helston vom Anschluss Gwinear Road – gelegen zwischen den bis heute existierenden Bahnhöfen Camborne und Hayle der Strecke von Paddington nach Penzance (auf diesem Teilabschnitt als Cornish Main Line bezeichnet) – zum südlich gelegenen Helston. Die Bauarbeiten begannen am 22. März 1882. Die Eröffnung der Bahnstrecke erfolgte am 9. Mai 1887. Wichtigste Transportgüter waren Steine aus den örtlichen Steinbrüchen. Im Sommer sorgte Ausflugsverkehr für zusätzliche Einnahmen. 
Die Great Western Railway übernahm die Gesellschaft am 2. August 1898. 
Eine später geplante Verlängerung der Strecke auf die Halbinsel The Lizard wurde nicht mehr umgesetzt. Stattdessen führte die GWR ab dem 17. August 1903 einen Omnibusverkehr ein. Im Rahmen der Beeching-Axt wurde am 3. November 1962 der Personen- und am 4. Oktober 1964 der Güterverkehr eingestellt. 
Im Juli 2002 wurde die Helston Railway Preservation Society gegründet, um auf einem Teilabschnitt der Strecke einen Museumsbetrieb aufzubauen.